# Aloe ambrensis
Aloe ambrensis é uma espécie de liliopsida do gênero Aloe, pertencente à família Asphodelaceae.